# 고양이도마뱀붙이
고양이도마뱀붙이(cat gecko)는 인도네시아, 말레이시아, 싱가포르, 캄보디아, 태국에서 발견되는 도마뱀붙이의 종이다. 이 종은 고양이도마뱀붙이속에 속한 유일한 종이며, 꼬리를 말고 자는 모습이 고양이와 비슷하여 '고양이도마뱀붙이'라고 불린다.

## 형태
고양이도마뱀붙이는 몸집이 여리여리하며, 체색은 대개 적색-갈색 바탕에 군데군데 흰색 점이 존재하며, 입술 밑에서 때로는 배까지 흰색이다. 어떤 개체는 등을 따라 갈색 반점이 나있다. 고양이도마뱀붙이는 제일 원시적인 도마뱀붙이 중 하나로 여겨지며, 화석으로 남아있는 옛 도마뱀붙이의 몇몇 화석과 신체 구조가 상당히 유사하다. 18cm까지 자랄 수 있으며, 수컷이 암컷보다 작은 경향이 있다. 대부분의 수목성 도마뱀붙이와는 달리 가파른 표면을 오르도록 해주는 발바닥의 세타가 없으며 대신 신축자재의 작은 손톱, 잡는꼬리에 의존한다.

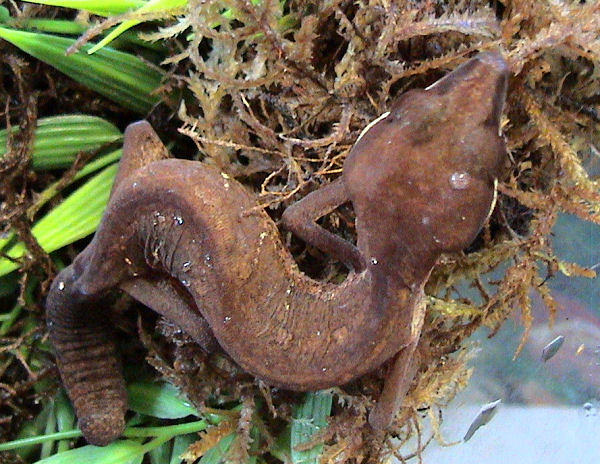

## 습성
고양이도마뱀붙이는 반수목성이며 시원하고, 습한 산중 우림 서식지를 선호한다. 주로 야행성이며 곤충을 잘 섭취하여, 다양한 종류의 작은 곤충을 섭취한다.

## 분류
여러 분류학자들이 이 종을 몇 번이나 기재했으며, 초기에 분류에 약간의 혼동이 있었지만, 그 뚜렷한 형태적 특성을 토대로 명확히 분류되었다.
두 아종이 알려져있다:
- Aeluroscalabotes felinus felinus (Günther, 1864)
- Aeluroscalabotes felinus multituberculatus (Kopstein, 1927)

## 사육
고양이도마뱀붙이는 애완동물로 인기가 많지만, 구하기 쉽지만은 않고 사육번식은 어렵다고 알려져있다. 야생 포획 개체는 흔히 수많은 기생충에 감염되어 있고, 스트레스에 쉽게 취약해져서 관리가 쉽지 않다.

## 보존
고양이도마뱀붙이의 정확한 개체수는 알려지지 않았지만, 서식지에 그렇게 흔히 보이지는 않는다. 고양이도마뱀붙이의 수집과 수출을 금지한 태국을 제외하고는 이렇다할 보존을 위한 노력이 이루어지지 않고 있다.